# Vương quốc Sophene
Vương quốc Sophene (tiếng Armenia: Ծոփքի Թագավորութիւն) là một vương quốc Armenia cổ đại. Được thành lập vào khoảng thế kỷ 3 TCN vương quốc vẫn duy trì nền độc lập cho đến khoảng năm 90 TCN khi Tigranes Đại đế chinh phục các vùng lãnh thổ thành một phần đế chế của mình. Một nhánh của vương quốc này là Vương quốc Commagene được hình thành khi nhà Seleukos tách Commagene từ Sophene.